# Pseudobryopsis
Pseudobryopsis, rod zelenih algi smješten u vlastitu porodicu Pseudobryopsidaceae, dio reda Bryopsidales. Postoje sedam priznatih vrsta, sve su morske.

## Vrste
1. Pseudobryopsis blomquistii Díaz-Piferrer
2. Pseudobryopsis hainanensis C.K.Tseng
3. Pseudobryopsis myura (J.Agardh) Berthold
4. Pseudobryopsis oahuensis Egerod
5. Pseudobryopsis planktonica Cassie
6. Pseudobryopsis thikkodiensis Anil Kumar & Panikkar
7. Pseudobryopsis venezolana (W.R.Taylor) K.-D.Henne & R.Schnetter